# Kim Sung-hwan (Fußballspieler, 1986)
Kim Sung-hwan (kor. 김성환; * 15. Dezember 1986 in Busan) ist ein südkoreanischer Fußballspieler.

## Karriere
Das Fußballspielen lernte Kim Sung-hwan u. a. auf der Dong-a University in Busan. Seinen ersten Vertrag unterschrieb er 2009 bei Seongnam FC, einem Verein, der in der ersten Liga des Landes, in der K League spielte. 2010 gewann er mit dem Verein die AFC Champions League sowie 2011 den nationalen Pokal. 2013 wechselte er zum K-League-Club Ulsan Hyundai nach Ulsan. Von 2015 bis 2016 spielte er für Sangju Sangmu FC. Zu den Spielern des Vereins zählen südkoreanische Profifußballer, die ihren zweijährigen Militärdienst ableisten. Nachdem der Vertrag in Ulsan 2017 ausgelaufen war, unterschrieb er 2018 einen Vertrag beim thailändischen Erstligisten Port FC. Hier absolvierte er in der Saison 2018 34 Spiele und erzielte sieben Tore. 2019 wechselte er von Port zum Ligakonkurrenten Suphanburi FC nach Suphanburi. Für Suphanburi absolvierte er 22 Erstligaspiele. 2020 zog es ihn nach China, wo er im Februar einen Vertrag beim Zweitligisten Liaoning Shenyang Urban FC in Shenyang unterschrieb. Ende Juli 2020 nahm ihn Henan Jianye unter Vertrag. Mit dem Verein aus Zhengzhou spielte er in der ersten Liga, der Chinese Super League. Nur ein halbes Jahr später wechselte er dann wieder zurück in seine Heimat und schloss sich Drittligist Hwaseong FC an.

## Erfolge
- AFC-Champions-League-Sieger: 2010
- Südkoreanischer Pokalsieger: 2011, 2017